# Carl G. Gahmberg
Carl Gustav Gahmberg, född 1 december 1942 i Kyrkslätt, är en finlandssvensk läkare och biokemist.
Gahmberg studerade vid Helsingfors universitet, där han blev medicine licentiat 1968 och medicine doktor 1971. Han var postdoc vid University of Washington 1972–1974 och blev docent i cellbiologi i Helsingfors 1974. Han var professor i biokemi vid Åbo Akademi 1979–1981 och är sedan 1981 professor i biokemi i Helsingfors. 1986–1991 hade han en professur vid Finlands Akademi.
Gahmberg är sedan 1982 ledamot av Finska Vetenskapsakademien och sedan 1983 ledamot av Finska Vetenskaps-Societeten. Sedan 1992 är han Vetenskaps-Societetens ständige sekreterare. Han invaldes 2007 som utländsk ledamot av Kungliga Vetenskapsakademien och 2008 som utländsk ledamot av Kungliga Vetenskaps- och Vitterhetssamhället i Göteborg.
Professor Carl G. Gahmberg är Åbo Akademis kansler under perioden 1.1.2020–31.12.2024.  Han utnämndes till Årets Professor år 1995 av Professorsförbundet.